# 菅野浩和
菅野 浩和（すがの ひろかず、1923年6月12日 - 2011年1月15日）は、日本の作曲家、音楽評論家。

## 人物
東京府出身。1941年東京府立第一中学校卒。1949年東京音楽学校作曲科卒。山本直忠、金子登、石桁真礼生らに師事。親しみやすい合唱曲やオペラ作品がある。代表作に女声合唱のための「追憶の詩集」などがある。
評論家としては1970年代NHK-FMの日曜日夕方のオーケストラの番組のわかりやすい気品のある解説を行う。
2011年1月15日、呼吸不全のため東京都三鷹市の病院で死去。87歳没。

## 出演番組
- 音楽のすべて（NHK-FM）

## 主な作品
- オペラ「異本出雲風土記」
- オペラ「イソップの森」
- 音楽劇「ごんぼうぎつね」
- オルガンのための3つの悲歌〔Tres lamentationes〕
- 変奏曲〔Variazioni〕（ギター独奏）
- 歌曲「狐の御礼」
- 雪のふるころ（歌曲集）
- 五つの歌（歌曲）
- きつねとかわうそ（無伴奏男声合唱、あるいは女声合唱とピアノ）
- 古屋のもり（四重唱あるいは混声四部合唱）
- 草の實の歌（混声合唱）
- 山の歌（二部合唱）
- 混声合唱組曲「童謡による三つの混声合唱曲」
- 合唱組曲「東京のわらべうた」（混声合唱）
- コーラスしましょう（混声合唱）
- 童画風な色彩による五つの断章（女声合唱）
- 女声合唱のための組曲「追憶の詩集」
- 無伴奏男声合唱曲「四つのスケッチ」
- 女声合唱、フルート、ピアノのためのバロック風組曲「追想――ビルゲルヤール街への追想」
- 田植え地蔵（松谷みよ子作詞、無伴奏混声合唱）

## 著書
- シベリウス生涯と作品（音楽之友社）
- 演奏の形態（音楽之友社）
- 神の歌人の歌（帰徳書房）
- グリーグ（音楽之友社）

## 脚註
1. ↑  菅野浩和氏死去（作曲家、音楽評論家） 時事通信 2011年3月7日閲覧